# Бібліотека (Фотій)

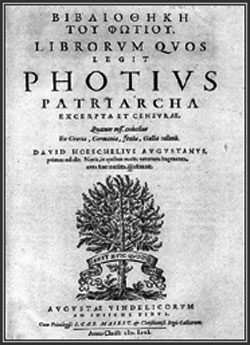
Обкладинка Бібліотеки

Бібліотека (грец. Βιβλιοθήκη) або Міріобіблон (Μυριόβιβλος, «Десять тисяч книг») — твір візантійського патріарха Константинопольського Фотія IX століття, складений з 279 рецензій на книги, які він прочитав та присвячений його братові.

## Огляд
«Бібліотека» не задумувалася як довідник, але широко використовувалася як такий у IX столітті та є однією з перших візантійських праць, яку можна назвати енциклопедією. Рейнольдс і Вілсон називають це «захопливим продуктом, в якому Фотій показує себе винахідником книжкової рецензії» і повідомляють, що її «280 розділів… варіюються за довжиною від одного речення до кількох сторінок». Твори, які він згадує, належать переважно християнським та язичницьким авторам від V століття до нашої ери до його власного часу, IX століття нашої ери. Майже половина згаданих книг більше не збереглися. Вони зникли під час розграбування Константинополя Четвертим хрестовим походом у 1204 році, під час остаточного падіння Константинополя османами у 1453 році або в наступні століття османського правління, протягом яких багатство та грамотність у підлеглій грецькій громаді різко скоротилися.

## Можливий зв'язок з Аббасидами
Деякі пізніші дослідники припускали, що «Бібліотека» могла бути написана в Багдаді під час посольства Фотія до двору Аббасидів, оскільки багато згаданих творів рідко цитуються в період до Фотія, тобто так звані візантійські «темні віки» (прибл. 630—800), і оскільки було відомо, що Аббасиди були зацікавлені в перекладі грецької науки та філософії. Однак сучасні фахівці того часу, такі як Поль Лемерль, зазначали, що це не може бути так, оскільки сам Фотій чітко зазначає у своїй передмові та постскриптумі до «Бібліотеки», що після того, як його обрали для участі в посольстві, він надіслав своєму братові короткий виклад творів, які він прочитав раніше «з того часу, як я навчився розуміти та оцінювати літературу», тобто з юності. Ще однією складністю для припущення, що «Бібліотека» була написана під час, а не до посольства, окрім прямого твердження самого Фотія, є те, що більшість творів у «Бібліотеці» належать до християнського патристичного богослов'я, а більшість світських творів — це історія, граматика та літературні твори, зокрема риторика, а не філософські чи наукові, а Аббасиди не виявляли жодного інтересу до перекладу грецької історії чи грецької високої літератури, такої як риторика, а також не були зацікавлені в перекладі грецьких християнських творів. Їхній інтерес до грецьких текстів обмежувався майже виключно наукою, філософією та медициною. Фактично, «майже немає жодного перекриття (окрім деяких праць Галена, Діоскорида та Віндонія Анатолія) між інвентаризацією світських творів у Бібліотеці Фотія та тими творами, які були перекладені арабською мовою» в період Аббасидів.

## Видання
- Editio princeps (грецькою мовою): David Hoeschel, Аугсбург, 1601. Сучасне критичне видання Р. Генрі.
- Wilson, Nigel Guy (2002). The Bibliotheca: a selection. Duckworth. ISBN 978-0-7156-2612-2.